# Булыгин, Илья Андреевич
Илья Андреевич Булыгин (1 августа 1923, Ратово, Теплостанский район — 1996) — советский и российский историк, профессор РУДН (университета дружбы народов), офицер-артиллерист, специалист области источниковедения и археографии.

## Биография
После окончания Московского историко-архивного института Илья Булыгин был зачислен в аспирантуру. Одновременно с обучением аспирант вёл преподавательскую деятельность, защитил кандидатскую диссертацию. Он участвовал в подготовке многотомного издания документов по истории Великой Октябрьской Социалистической революции — являлся составителем тома «Октябрьское вооруженное восстание в Петрограде в 1917 году». После завершения этой работы И. А. Булыгин был переведен в сектор истории СССР феодального периода, в котором (учитывая различные реорганизации) работал все последующее время, пройдя путь от младшего до ведущего научного сотрудника. В 1978 голу Илья Андреевич защитил докторскую диссертацию «Монастырские крестьяне России в первой четверти XVIII века». Вскоре после открытия Университета дружбы народов им. П. Лумумбы И. А. Булыгин был приглашен в 1964 году для чтения лекций по источниковедению и вспомогательным историческим дисциплинам.

## Публикации
- Булыгин И. А. О капиталистическом расслоении крестьянства в дореформенной период // История СССР. — 1964[2].
- Булыгин И. А., Индова Е. И. Начальный этап генезиса капитализма в России // Вопросы истории. — 1966.
- Положение крестьян и товарное производство в России: Вторая половина XVIII века. (По материалам Пензенской губернии) /Акад. наук СССР, Ин-т истории. — 1966.
- Булыгин И. А. Переход от феодализма к капитализму в России. Материалы Всесоюзной дискуссии. — М., 1969.
- Булыгин И. А. Предмет и задачи источниковедения. Курс лекций. — М.: Изд-во УДН, 1983.
- Булыгин И. А. Методические рекомендации по подготовке к семинарским занятиям по курсу «Источниковедение». Для студентов 2 курса историко-филологического факультета. — М.: Изд-во УДН, 1984.

## Награды
- Медаль: «За оборону Советского Заполярья»[3]
- Медаль: «За победу над Германией в Великой Отечественной войне 1941 по 1945 гг.»
- Орден Отечественной войны II степени.